# 汉朝君主列表
汉朝皇帝是中国第二个朝代的最高统治者； 汉朝（公元前202年-公元220 年）是继秦朝（公元前221年-前206年）之后、三国（公元220年-265年）之前的朝代。按照惯例，汉朝分为西汉（公元前202年至公元9年）和东汉（公元25年至220年）两个时期。
汉朝由农民起义领袖汉高帝刘邦（公元前202 -前195年）建立，在位时间最长的皇帝是汉武帝（公元前141-前87 年），在位 54年。该王朝曾被前摄政王莽的新朝短暂打断，但他在公元23年10月6日的叛乱中被杀。
本表主要列出汉高帝刘邦建立的“西汉”政权君主、光武帝刘秀建立的“东汉”政权，及追尊未实际统治、不被广泛承认的君主。
此表還包含两汉交替之间，王莽建立的“新”政权、刘玄建立的“更始”政权、刘盆子的“赤眉军”政权君主及追尊君主。
此表亦包含三国時期，刘备以汉室宗亲的身份承继汉祚而建立的“蜀汉”政权君主。

## 西汉
| 肖像                             | 庙号                    | 谥号                        | 名讳                            | 在世时间                        | 在位时间                                                                   | 年号                                                   | 纪年使用时间 | 陵寝     |
| -------------------------------- | ----------------------- | --------------------------- | ------------------------------- | ------------------------------- | -------------------------------------------------------------------------- | ------------------------------------------------------ | --- | -------- |
|                                  | －                      | －                          | 刘太公                          | ？-前197年                      | 前202年二月－前197年四月 （太上皇）                                        | －                                                     | － | 萬年陵   |
|                                  | 太祖                    | 高皇帝                      | 劉邦                            | 前256年－前195年 （61岁或52岁） | 前207年十月－前202年二月 （汉王） 前202年二月-前195年四月 （皇帝 7年93天） | －                                                     | － | 長陵     |
| －                               | －                      | 孝惠皇帝                    | 劉盈                            | 前210年－前188年 （22歲或23歲） | 前195年－前188年 （6年270天）                                              | －                                                     | － | 安陵     |
| －                               | －                      | －                          | 劉恭 （史称前少帝）             | ？-前184年                      | 前188年－前184年（4年104天）                                               | 用高后紀年                                             | － | －       |
| －                               | －                      | －                          | 劉弘 （史称后少帝）             | 前192年－前180年                | 前184年－前180年 （3年214天）                                              | 用高后紀年                                             | － | －       |
|                                  | 太宗                    | 孝文皇帝                    | 劉恆                            | 前202年－前157年 （46岁）       | 前180年－前157年 （22年235天）                                             | 前元 後元                                              | 前179年－前164年 前163年－前157年 | 霸陵     |
|                                  | －                      | 孝景皇帝                    | 劉啟                            | 前188年－前141年 （47岁）       | 前157年－前141年 （15年238天）                                             | 前元 中元 後元                                         | 前156年－前150年 前149年－前144年 前143年－前141年 | 陽陵     |
|                                  | 世宗                    | 孝武皇帝                    | 劉徹                            | 前156年－前87年（69岁）         | 前141年－前87年（54年20天）                                                | 建元 元光 元朔 元狩 元鼎 元封 太初 天汉 太始 征和 後元 | 前140年－前135年 前134年－前129年 前128年－前123年 前122年－前117年 前116年－前111年 前110年－前105年 前104年－前101年 前100年－前97年 前96年－前93年 前92年－前89年 前88年－前87年 | 茂陵     |
|                                  | －                      | 孝昭皇帝                    | 劉弗 （初名劉弗陵）             | 前94年－前74年（20歲）          | 前87年－前74年（13年67天）                                                 | 始元 元凤 元平                                         | 前86年－前81年 前80年－前75年 前74年 | 平陵     |
|                                  | －                      | －                          | 刘贺 （原为昌邑王，后降海昏侯） | 前92年－前59年                  | 前74年 （27天）                                                            | 元平                                                   | 前74年 | 海昏侯墓 |
| －                               | －                      | 悼皇 （宣帝刘询追尊）       | 刘进                            | 前113年－前91年                 | －                                                                         | －                                                     | － | －       |
|                                  | 中宗                    | 孝宣皇帝                    | 劉詢 （初名劉病已）             | 前91年－前49年（43岁）          | 前74年－前49年（25年122天）                                                | 本始 地节 元康 神爵 五凤 甘露 黃龙                     | 前73年－前70年 前69年－前66年 前65年－前61年 －前58年 前57年－前54年 前53年－前50年 前49年                                                                                          | 杜陵     |
| －                               | 高宗 （汉光武帝除廟號） | 孝元皇帝                    | 劉奭                            | 前75年－前33年 （42歲）         | 前49年－前33年 （15年160天）                                               | 初元 永光 建昭 竟宁                                    | 前48年－前44年 前43年－前39年 前38年－前34年 前33年 | 渭陵     |
| 宋代畫作〈折檻圖〉裡的漢成帝畫像 | 統宗 （汉光武帝除廟號） | 孝成皇帝                    | 劉驁                            | 前52年－前7年 （44歲）          | 前33年－前7年 （25年256天）                                                | 建始 河平 阳朔 鸿嘉 永始 元延 绥和                     | 前32年－前28年 －前25年 前24年－前21年 前20年－前17年 前16年－前13年 前12年－前9年 前8年－前7年                                                                                     | 延陵     |
| －                               | －                      | 定陶恭（共）王 （汉成帝谥） | 刘康                            | ？－前23年                      | 前34年-前23年 （定陶王）                                                   | －                                                     | － | －       |
| －                               | －                      | 恭（共）皇 （汉哀帝追谥）   | 刘康                            | ？－前23年                      | 前34年-前23年 （定陶王）                                                   | －                                                     | － | －       |
|                                  | －                      | 孝哀皇帝                    | 劉欣                            | 前26年－前1年 （26歲）          | 前7年－前1年 （6年100天）                                                  | 建平 太初元将 元寿                                     | 前6年－前3年 前5年 前2年－前1年 | 義陵     |
| －                               | 元宗 （汉光武帝除廟號） | 孝平皇帝                    | 劉衎                            | 前9年－6年 （14歲）             | 前1年－6年 （6年109天）                                                    | 元始                                                   | 1年－5年 | 康陵     |
| －                               | －                      | －                          | 劉嬰                            | 5年－25年 （20歲）              | 6年－8年 （2年268天）遜位                                                  | 居摄 初始                                              | 6年－8年 | －       |

## 新
| 肖像 | 庙号 | 谥号 | 名讳 | 在世时间     | 在位时间  | 年号       | 年号使用时间 | 陵寝   |
| ---- | ---- | ---- | ---- | ------------ | --------- | ---------- | ------------ | ------ |
|      | －   | －   | 王莽 | 前45年－25年 | 9年－23年 | 始建国     | 9年－13年    | 王莽墓 |
| 天凤 | －   | －   | 王莽 | 前45年－25年 | 9年－23年 | 14年－19年 |              | 王莽墓 |
| 地皇 | －   | －   | 王莽 | 前45年－25年 | 9年－23年 | 20年－23年 |              | 王莽墓 |

## 更始
| 肖像 | 庙号 | 谥号                        | 名讳 | 在世时间 | 在位时间          | 年号 | 年号使用时间 | 陵寝 |
| ---- | ---- | --------------------------- | ---- | -------- | ----------------- | ---- | ------------ | ---- |
|      | －   | 淮阳武順王 （东汉光武帝諡） | 劉玄 | ？－25年 | 23年3月11日－25年 | 更始 | 23年－25年   | 霸陵 |

赤眉军
| 庙号 | 谥号 | 姓名   | 在世时间 | 在位时间  | 年号 | 年期      | 陵寝     |
| ---- | ---- | ------ | -------- | --------- | ---- | --------- | -------- |
| －   | －   | 刘盆子 | 10年—？  | 25年—27年 | 建世 | 25年—27年 | 劉盆子墓 |

成家
| 庙号 | 谥号 | 姓名   | 在世时间         | 在位时间           | 年号 | 年期       | 陵寝     |
| ---- | ---- | ------ | ---------------- | ------------------ | ---- | ---------- | -------- |
| －   | －   | 公孫述 | ？－36年12月24日 | 25年－36年12月24日 | 龍興 | 25年－36年 | 公孫述墓 |

盧芳
| 称号           | 姓名 | 在位時間  |
| -------------- | ---- | --------- |
| 西平王、汉皇帝 | 盧芳 | 25年-30年 |

## 东汉
| 肖像     | 庙号                         | 谥号                          | 名讳                          | 在世时间                  | 在位时间                                     | 年号         | 年号使用时间 | 陵寝       |
| -------- | ---------------------------- | ----------------------------- | ----------------------------- | ------------------------- | -------------------------------------------- | ------------ | ------------ | ---------- |
|          | 世祖                         | 光武皇帝                      | 刘秀                          | 前6年－57年 （62歲）      | 25年－57年 （31年236天）                     | 建武         | 25年－56年   | 原陵       |
| 建武中元 | 世祖                         | 光武皇帝                      | 刘秀                          | 前6年－57年 （62歲）      | 25年－57年 （31年236天）                     | 56年－57年   |              | 原陵       |
|          | 显宗                         | 孝明皇帝                      | 劉莊                          | 28年－75年 (47岁)         | 57年－75年 （18年160天）                     | 永平         | 58年－75年   | 显节陵     |
|          | 肃宗                         | 孝章皇帝                      | 刘炟                          | 57年－88年 （30－31岁）   | 75年－88年 （12年217天）                     | 建初         | 76年－84年   | 敬陵       |
| 元和     | 肃宗                         | 孝章皇帝                      | 刘炟                          | 57年－88年 （30－31岁）   | 75年－88年 （12年217天）                     | 84年－87年   |              | 敬陵       |
| 章和     | 肃宗                         | 孝章皇帝                      | 刘炟                          | 57年－88年 （30－31岁）   | 75年－88年 （12年217天）                     | 87年－88年   |              | 敬陵       |
|          | 穆宗 （190年献帝刘协除庙号） | 孝和皇帝                      | 刘肇                          | 79年－106年 （26－27岁）  | 88年－106年 （17年310天）                    | 永元         | 89年－105年  | 慎陵       |
| 元兴     | 穆宗 （190年献帝刘协除庙号） | 孝和皇帝                      | 刘肇                          | 79年－106年 （26－27岁）  | 88年－106年 （17年310天）                    | 105年        |              | 慎陵       |
| －       | －                           | 孝殇皇帝                      | 刘隆                          | 105年－106年 （1岁）      | 106年 （220天）                              | 延平         | 106年        | 康陵       |
| －       | －                           | 清河孝王 （汉安帝谥）         | 刘庆                          | 78年－106年               | 79年－82年 （皇太子） 82年－106年 （清河王） | －           | －           | 甘陵       |
| －       | －                           | 孝德皇 （汉安帝追谥）         | 刘庆                          | 78年－106年               | 79年－82年 （皇太子） 82年－106年 （清河王） | －           | －           | 甘陵       |
| －       | 恭宗 （190年献帝刘协除庙号） | 孝安皇帝                      | 刘祜                          | 94年－125年 （30－31岁）  | 106年－125年 （18年221天）                   | 永初         | 107年－113年 | 恭陵       |
| －       | 恭宗 （190年献帝刘协除庙号） | 孝安皇帝                      | 刘祜                          | 94年－125年 （30－31岁）  | 106年－125年 （18年221天）                   | 元初         | 114年－119年 | 恭陵       |
| －       | 恭宗 （190年献帝刘协除庙号） | 孝安皇帝                      | 刘祜                          | 94年－125年 （30－31岁）  | 106年－125年 （18年221天）                   | 永宁         | 120年－121年 | 恭陵       |
| －       | 恭宗 （190年献帝刘协除庙号） | 孝安皇帝                      | 刘祜                          | 94年－125年 （30－31岁）  | 106年－125年 （18年221天）                   | 建光         | 121年－122年 | 恭陵       |
| －       | 恭宗 （190年献帝刘协除庙号） | 孝安皇帝                      | 刘祜                          | 94年－125年 （30－31岁）  | 106年－125年 （18年221天）                   | 延光         | 122年－125年 | 恭陵       |
| －       | －                           | －                            | 刘懿                          | ？－125年                 | 125年 （206天）                              | 延光         | 125年        | －         |
| －       | 敬宗 （190年献帝刘协除庙号） | 孝顺皇帝                      | 刘保                          | 115年－144年 （28－29岁） | 125年－144年 （18年285天）                   | 永建         | 126年－132年 | 宪陵       |
| －       | 敬宗 （190年献帝刘协除庙号） | 孝顺皇帝                      | 刘保                          | 115年－144年 （28－29岁） | 125年－144年 （18年285天）                   | 阳嘉         | 132年－135年 | 宪陵       |
| －       | 敬宗 （190年献帝刘协除庙号） | 孝顺皇帝                      | 刘保                          | 115年－144年 （28－29岁） | 125年－144年 （18年285天）                   | 永和         | 136年－141年 | 宪陵       |
| －       | 敬宗 （190年献帝刘协除庙号） | 孝顺皇帝                      | 刘保                          | 115年－144年 （28－29岁） | 125年－144年 （18年285天）                   | 汉安         | 142年－144年 | 宪陵       |
| －       | 敬宗 （190年献帝刘协除庙号） | 孝顺皇帝                      | 刘保                          | 115年－144年 （28－29岁） | 125年－144年 （18年285天）                   | 建康         | 144年        | 宪陵       |
| －       | －                           | 孝冲皇帝                      | 刘炳                          | 143年－145年 （1－2岁）   | 144年－145年 （148天）                       | 永嘉         | 145年        | 怀陵       |
| －       | －                           | 孝质皇帝                      | 刘缵                          | 138年－146年 （7－8岁）   | 145年－146年 （1年142天）                    | 本初         | 146年        | 静陵       |
| －       | －                           | 河间孝王 （汉顺帝谥）         | 刘开                          | ？－131年                 | 90年－131年 （河间王）                       | －           | －           | 樂成陵     |
| －       | －                           | 孝穆皇 （汉桓帝追谥）         | 刘开                          | ？－131年                 | 90年－131年 （河间王）                       | －           | －           | 樂成陵     |
| －       | －                           | 蠡吾先侯 （汉顺帝谥）         | 刘翼                          | ？－140年                 | 130年－140年 （蠡吾侯）                      | －           | －           | 博陵       |
| －       | －                           | 孝崇皇 （汉桓帝追谥）         | 刘翼                          | ？－140年                 | 130年－140年 （蠡吾侯）                      | －           | －           | 博陵       |
| －       | 威宗 （190年献帝刘协除庙号） | 孝桓皇帝                      | 刘志                          | 132年－167年 （35－36岁） | 146年－167年 （21年177天）                   | 建和         | 147年－149年 | 宣陵       |
| －       | 威宗 （190年献帝刘协除庙号） | 孝桓皇帝                      | 刘志                          | 132年－167年 （35－36岁） | 146年－167年 （21年177天）                   | 和平         | 150年        | 宣陵       |
| －       | 威宗 （190年献帝刘协除庙号） | 孝桓皇帝                      | 刘志                          | 132年－167年 （35－36岁） | 146年－167年 （21年177天）                   | 元嘉         | 151年－152年 | 宣陵       |
| －       | 威宗 （190年献帝刘协除庙号） | 孝桓皇帝                      | 刘志                          | 132年－167年 （35－36岁） | 146年－167年 （21年177天）                   | 永兴         | 153年－154年 | 宣陵       |
| －       | 威宗 （190年献帝刘协除庙号） | 孝桓皇帝                      | 刘志                          | 132年－167年 （35－36岁） | 146年－167年 （21年177天）                   | 永寿         | 155年－158年 | 宣陵       |
| －       | 威宗 （190年献帝刘协除庙号） | 孝桓皇帝                      | 刘志                          | 132年－167年 （35－36岁） | 146年－167年 （21年177天）                   | 延熹         | 158年－167年 | 宣陵       |
| －       | 威宗 （190年献帝刘协除庙号） | 孝桓皇帝                      | 刘志                          | 132年－167年 （35－36岁） | 146年－167年 （21年177天）                   | 永康         | 167年        | 宣陵       |
| －       | －                           | 孝元皇 （汉灵帝追谥）         | 刘淑                          | ？－？                    | －                                           | －           | －           | 敦陵       |
| －       | －                           | 孝仁皇 （汉灵帝追谥）         | 刘苌                          | ？－？                    | －                                           | －           | －           | 慎陵       |
|          | －                           | 孝灵皇帝                      | 刘宏                          | 156年－189年 （32－33岁） | 168年－189年 （21年88天）                    | 建宁         | 168年－172年 | 文陵       |
| 熹平     | －                           | 孝灵皇帝                      | 刘宏                          | 156年－189年 （32－33岁） | 168年－189年 （21年88天）                    | 172年－178年 |              | 文陵       |
| 光和     | －                           | 孝灵皇帝                      | 刘宏                          | 156年－189年 （32－33岁） | 168年－189年 （21年88天）                    | 178年－184年 |              | 文陵       |
| 中平     | －                           | 孝灵皇帝                      | 刘宏                          | 156年－189年 （32－33岁） | 168年－189年 （21年88天）                    | 184年－189年 |              | 文陵       |
|          | －                           | 弘农怀王 （献帝刘协谥）       | 劉辯 （废为弘农王）           | 176年－190年 （13－14岁） | 189年 （136天）                              | 光熹         | 189年        | 弘農懷王墓 |
| 昭宁     | －                           | 弘农怀王 （献帝刘协谥）       | 劉辯 （废为弘农王）           | 176年－190年 （13－14岁） | 189年 （136天）                              | 189年        |              | 弘農懷王墓 |
|          | －                           | 孝愍皇帝 （蜀汉昭烈帝刘备谥） | 刘协 （魏文帝曹丕降封山阳公） | 181年－234年 （53岁）     | 189年－220年 （31年57天）被迫禪位            | 永汉         | 189年        | 禅陵       |
| 中平     | －                           | 孝愍皇帝 （蜀汉昭烈帝刘备谥） | 刘协 （魏文帝曹丕降封山阳公） | 181年－234年 （53岁）     | 189年－220年 （31年57天）被迫禪位            | 189年        |              | 禅陵       |
| 初平     | －                           | 孝愍皇帝 （蜀汉昭烈帝刘备谥） | 刘协 （魏文帝曹丕降封山阳公） | 181年－234年 （53岁）     | 189年－220年 （31年57天）被迫禪位            | 190年－193年 |              | 禅陵       |
| －       | 孝献皇帝 （魏明帝曹叡谥）    | 兴平                          | 刘协 （魏文帝曹丕降封山阳公） | 181年－234年 （53岁）     | 189年－220年 （31年57天）被迫禪位            | 194年－195年 |              | 禅陵       |
| －       | 孝献皇帝 （魏明帝曹叡谥）    | 建安                          | 刘协 （魏文帝曹丕降封山阳公） | 181年－234年 （53岁）     | 189年－220年 （31年57天）被迫禪位            | 196年－220年 |              | 禅陵       |
| －       | 孝献皇帝 （魏明帝曹叡谥）    | 延康                          | 刘协 （魏文帝曹丕降封山阳公） | 181年－234年 （53岁）     | 189年－220年 （31年57天）被迫禪位            | 220年        |              | 禅陵       |

## 蜀漢
| 肖像                                 | 庙号                                 | 谥号                                 | 名讳                                 | 在世时间                             | 在位时间                             | 年号                                 | 年号使用时间                         | 陵寝                                 |
| 曹丕代汉称帝，刘备以汉室宗亲承继汉祚 | 曹丕代汉称帝，刘备以汉室宗亲承继汉祚 | 曹丕代汉称帝，刘备以汉室宗亲承继汉祚 | 曹丕代汉称帝，刘备以汉室宗亲承继汉祚 | 曹丕代汉称帝，刘备以汉室宗亲承继汉祚 | 曹丕代汉称帝，刘备以汉室宗亲承继汉祚 | 曹丕代汉称帝，刘备以汉室宗亲承继汉祚 | 曹丕代汉称帝，刘备以汉室宗亲承继汉祚 | 曹丕代汉称帝，刘备以汉室宗亲承继汉祚 |
| ------------------------------------ | ------------------------------------ | ------------------------------------ | ------------------------------------ | ------------------------------------ | ------------------------------------ | ------------------------------------ | ------------------------------------ | ------------------------------------ |
|                                      | 烈祖 （汉赵光文帝刘渊追尊）          | 昭烈皇帝                             | 刘备                                 | 161年 －223年6月10日                 | 221年5月15日 －223年6月10日          | 章武                                 | 221年－223年                         | 惠陵                                 |
|                                      | －                                   | 安樂縣思公 （晋武帝司马炎谥）        | 刘禅 （曹魏降封安樂縣公）            | 207年－271年                         | 223年6月10日－263年12月23日          | 建興                                 | 223年－237年                         | 安乐思公墓                           |
| 延熙                                 | －                                   | 安樂縣思公 （晋武帝司马炎谥）        | 刘禅 （曹魏降封安樂縣公）            | 207年－271年                         | 223年6月10日－263年12月23日          | 238年－257年                         |                                      | 安乐思公墓                           |
| －                                   | 孝怀皇帝 （汉赵光文帝刘渊追谥）      | 景耀                                 | 刘禅 （曹魏降封安樂縣公）            | 207年－271年                         | 223年6月10日－263年12月23日          | 258年－263年                         |                                      | 安乐思公墓                           |
| －                                   | 孝怀皇帝 （汉赵光文帝刘渊追谥）      | 炎兴                                 | 刘禅 （曹魏降封安樂縣公）            | 207年－271年                         | 223年6月10日－263年12月23日          | 263年                                |                                      | 安乐思公墓                           |
| 刘禅降曹魏，蜀亡                     |                                      |                                      |                                      |                                      |                                      |                                      |                                      |                                      |

## 时间轴
图例：
- 橙色 表示西汉皇帝
- 粉色 表示新朝及更始皇帝
- 绿色 表示东汉皇帝
- 青色 表示蜀汉皇帝